# Réau
Réau är en kommun i departementet Seine-et-Marne i regionen Île-de-France i norra Frankrike. Kommunen ligger i kantonen Combs-la-Ville som tillhör arrondissementet Melun. År 2022 hade Réau 2 045 invånare.

## Befolkningsutveckling
Antalet invånare i kommunen Réau
| Referens: INSEE |